# Batista Vinatzer
Batista Vinatzer (Giovanni Battista Vinatzer o Johann Baptist Vinatzer), noto anche con lo pseudonimo di Batista de Val (Ortisei, 24 febbraio 1912 – Ortisei, 3 novembre 1993), è stato un alpinista italiano e membro del gruppo di soccorso alpino dei Catores.
Non si deve confondere con l'omonimo Johann Baptist Vinatzer che fu un cacciatore gardenese che raggiunse per primo la cima della Furchetta nel 1870 ed il 27 luglio 1886 scalò la Piccola Furchetta (3000 m) lungo il pendio sudest e nello stesso giorno scalò il Sas dla Porta (2964 m) con Ludwig Purtscheller.

## Biografia
Il Vinatzer nacque da una famiglia di contadini e divenne scultore nel legno come tanti suoi coetanei.
All'epoca l'alpinismo non era ben accetto dalla società e dalla chiesa per cui, racconta lo stesso Vinatzer, doveva nascondere la corda nello zaino quando attraversava il paese. Come molti suoi coetanei scalava spesso senza scarpe non avendo i soldi per acquistarle. Per lo stesso motivo usava pochissimi chiodi, come hanno osservato molti che ripetevano le sue vie. Il Vinatzer può essere pertanto a ragione essere considerato un precursore della arrampicata libera.
Il superamento da parte sua nel 1932 dello scalino Dülfer della parete nord della Furchetta rappresentò un notevole risultato, ed era stato considerato per molti anni una impresa impossibile dopo gli insuccessi di Emil Solleder e di Hans Dülfer. Nel 1935 divenne istruttore del Club Alpino Italiano. Nel 1954 fu cofondatore del Servizio di soccorso alpino e dell'associazione degli scalatori gardenesi Catores.
Era anche scultore nel legno, maestro di sci e direttore della Scuola di Sci di Ortisei.  Era noto per il suo carattere schivo.
Reinhold Messner ed Erich Abram stimavano molto il Vinatzer e lo consideravano uno dei migliori scalatori delle Alpi.

## Omaggi
Il 30 luglio 2001 il gardenese Adam Holzknecht ed il brissinese Diego Zanesco ripeterono, per onorarlo, in una sola giornata 5 prime vie di Vinatzer: la parete sud della Marmolada alla Cima Punta Rocca, la parete nord della Furchetta, la fessura parete nord dello Stevia, la parete ovest della Terza torre del Sella ed infine la parete sudovest del Piz de Ciavazes.

## Prime ascensioni
- 18 ottobre 1931 con Vinzenz Peristi diretta parete sud dello Steviola nel massiccio dello Stevia
- 8 agosto 1932 con Giuani Rifesser parete nord della Furchetta (via Vinatzer)
- 21 agosto 1933 con Luis Rifesser parete Nord del Sas dla Luesa nel Gruppo del Sella[3]
- 4 settembre 1933 con Vinzenz Peristi Sass Fosch i Vallunga
- 8 settembre 1933 con Vinzenz Peristi fessura parete nord dello Stevia
- 1º luglio 1934 con Luis Piazza fessura ovest del Piz Ciavazes
- 1934 con Luis Rifesser parete sudovest Piz Ciavazes
- agosto 1934 con Vinzenz Peristi Sas de Mesdì Odle (fessura destra di Vinatzer)
- 23 giugno 1935 con Vinzenz Peristi parete ovest Terza torre del Sella
- luglio 1935 con Vinzenz Peristi camini parete sud della Torre Stabeler Vajolet
- 26 luglio 1935 con Vinzenz Peristi diretta nordovest del Catinaccio
- 9 settembre 1935 con Vinzenz Peristi parete sudest della Cima Mugoni (Vinatzer)
- 30 agosto 1936 con Ruggero Bonatta spigolo ovest-sudovest Piz Ciavazes
- 2 e 3 settembre 1936 con Ettore Castiglioni parete sud della Marmolada alla Cima Punta Rocca (via Vinatzer-Castiglioni) considerata per lungo tempo l'ascensione più difficile delle Dolomiti.